# جلال‌آباد ۲
جلال‌آباد دو یک روستا در ایران است که در بخش مرکزی شهرستان بردسیر واقع شده‌است. جلال‌آباد دو ۳۰ نفر جمعیت دارد.